# Saint-Aubin-des-Préaux
Pour les articles homonymes, voir Saint-Aubin.
Saint-Aubin-des-Préaux est une commune française, située dans le département de la Manche en région Normandie, peuplée de 475 habitants.

## Géographie
La commune est au nord de l'Avranchin. Son bourg est à 7,5 km au nord-ouest de Sartilly, à 8 km au sud-est de Granville et à 8,5 km à l'ouest de La Haye-Pesnel.
| Saint-Planchers                          | Saint-Planchers        | Saint-Planchers, Saint-Jean-des-Champs |
| Saint-Pair-sur-Mer                       | Saint-Aubin-des-Préaux | Saint-Jean-des-Champs                  |
| Saint-Pair-sur-Mer, Saint-Pierre-Langers | Saint-Pierre-Langers   | Saint-Jean-des-Champs                  |

### Hydrographie
La commune est située dans le bassin Seine-Normandie. Elle est drainée par la Saigne, le Thar, le cours d'eau 01 de la commune de Saint-Aubin-des-Preaux, le cours d'eau 01 de la Halotière, le cours d'eau 01 de la Sanderie, le cours d'eau 02 de la commune de Saint-Aubin-des-Préaux, le cours d'eau 02 de la commune des Préaux, le fossé 01 de la Julienniere et divers autres petits cours d'eau,.
La Saigne, d'une longueur de 11 km, prend sa source dans la commune de Saint-Jean-des-Champs et se jette  dans le golfe de Saint-Malo en limite de Saint-Pair-sur-Mer et de Granville, après avoir traversé cinq communes. 
Le Thar, d'une longueur de 25 km, prend sa source dans la commune de La Mouche et se jette  dans le golfe de Saint-Malo à Saint-Pair-sur-Mer, après avoir traversé onze communes. Les caractéristiques hydrologiques du Thar sont données par la station hydrologique située sur la commune de Jullouville. Le débit moyen mensuel est de 1,01 m3/s. Le débit moyen journalier maximum est de 13,2 m3/s, atteint lors de la crue du 12 février 1988. Le débit instantané maximal est quant à lui de 16,4 m3/s, atteint le même jour.

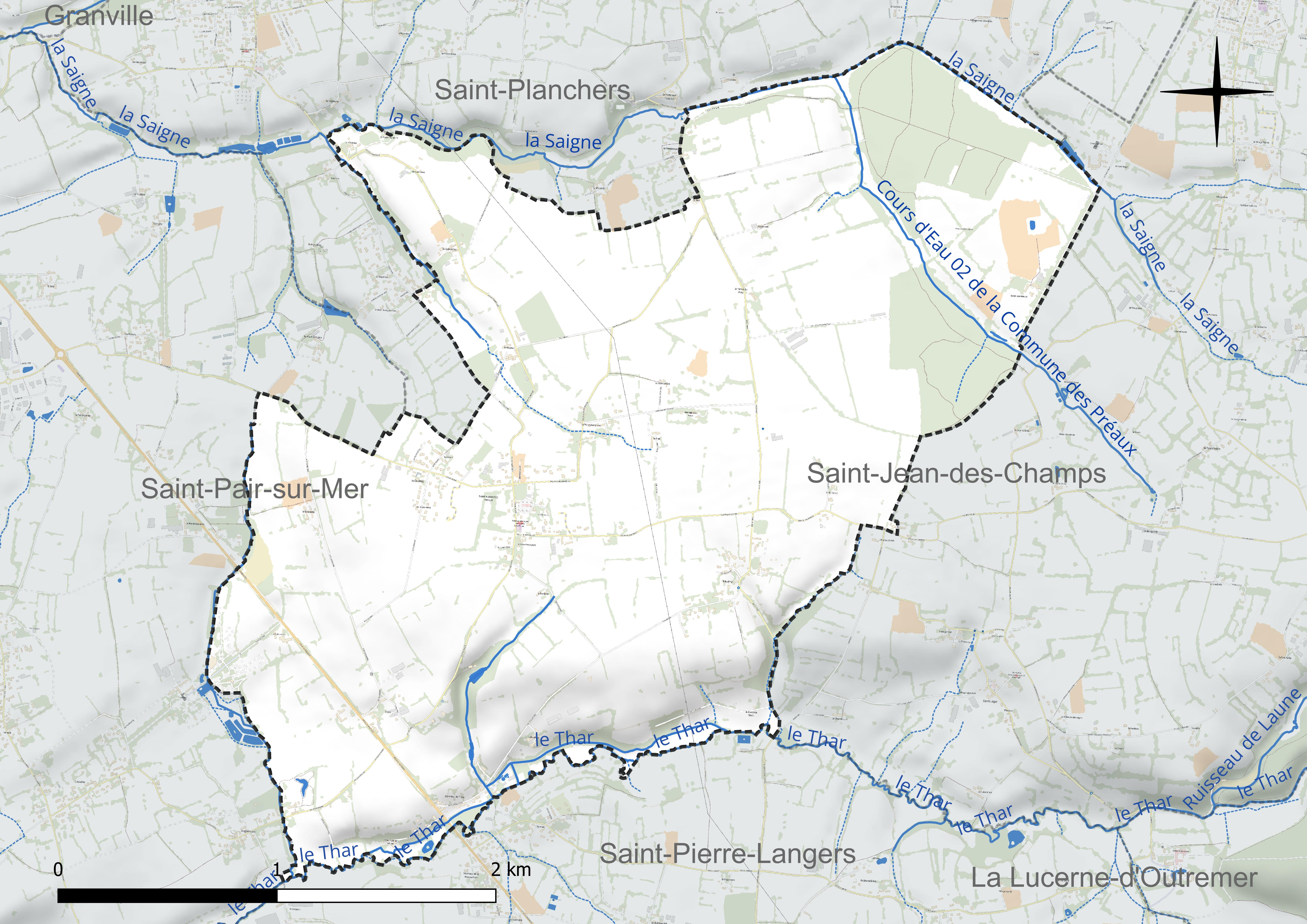
Réseau hydrographique de Saint-Aubin-des-Préaux.

### Climat
Pour des articles plus généraux, voir Climat de la Normandie et Climat de la Manche.
En 2010, le climat de la commune est de type climat océanique franc, selon une étude du CNRS s'appuyant sur une série de données couvrant la période 1971-2000. En 2020, Météo-France publie une typologie des climats de la France métropolitaine dans laquelle la commune est exposée à un climat océanique et est dans la région climatique  Bretagne orientale et méridionale, Pays nantais, Vendée, caractérisée par une faible pluviométrie en été et une bonne insolation. Parallèlement le GIEC normand, un groupe régional d’experts sur le climat, différencie quant à lui, dans une étude de 2020, trois grands types de climats pour la région Normandie, nuancés à une échelle plus fine par les facteurs géographiques locaux. La commune est, selon ce zonage, exposée à un « climat maritime », correspondant au Cotentin et à l'ouest du département de la Manche, frais, humide et pluvieux, où les contrastes pluviométrique et thermique sont parfois très prononcés en quelques kilomètres quand le relief est marqué.
Pour la période 1971-2000, la température annuelle moyenne est de 10,9 °C, avec une amplitude thermique annuelle de 11,9 °C. Le cumul annuel moyen de précipitations est de 912 mm, avec 13,8 jours de précipitations en janvier et 8,6 jours en juillet. Pour la période 1991-2020, la température moyenne annuelle observée sur la station météorologique la plus proche, située sur la commune de Longueville à 6 km à vol d'oiseau, est de 11,9 °C et le cumul annuel moyen de précipitations est de 802,4 mm,. Pour l'avenir, les paramètres climatiques de la commune estimés pour 2050 selon différents scénarios d’émission de gaz à effet de serre sont consultables sur un site dédié publié par Météo-France en novembre 2022.

## Urbanisme

### Typologie
Au 1er janvier 2024, Saint-Aubin-des-Préaux est catégorisée commune rurale à habitat dispersé, selon la nouvelle grille communale de densité à sept niveaux définie par l'Insee en 2022.
Elle est située hors unité urbaine. Par ailleurs la commune fait partie de l'aire d'attraction de Granville, dont elle est une commune de la couronne,. Cette aire, qui regroupe 34 communes, est catégorisée dans les aires de moins de 50 000 habitants,.

### Occupation des sols
L'occupation des sols de la commune, telle qu'elle ressort de la base de données européenne d’occupation biophysique des sols Corine Land Cover (CLC), est marquée par l'importance des territoires agricoles (91,7 % en 2018), une proportion identique à celle de 1990 (91,7 %). La répartition détaillée en 2018 est la suivante : terres arables (47,3 %), prairies (25 %), zones agricoles hétérogènes (19,4 %), forêts (8,3 %). L'évolution de l’occupation des sols de la commune et de ses infrastructures peut être observée sur les différentes représentations cartographiques du territoire : la carte de Cassini (XVIIIe siècle), la carte d'état-major (1820-1866) et les cartes ou photos aériennes de l'IGN pour la période actuelle (1950 à aujourd'hui).

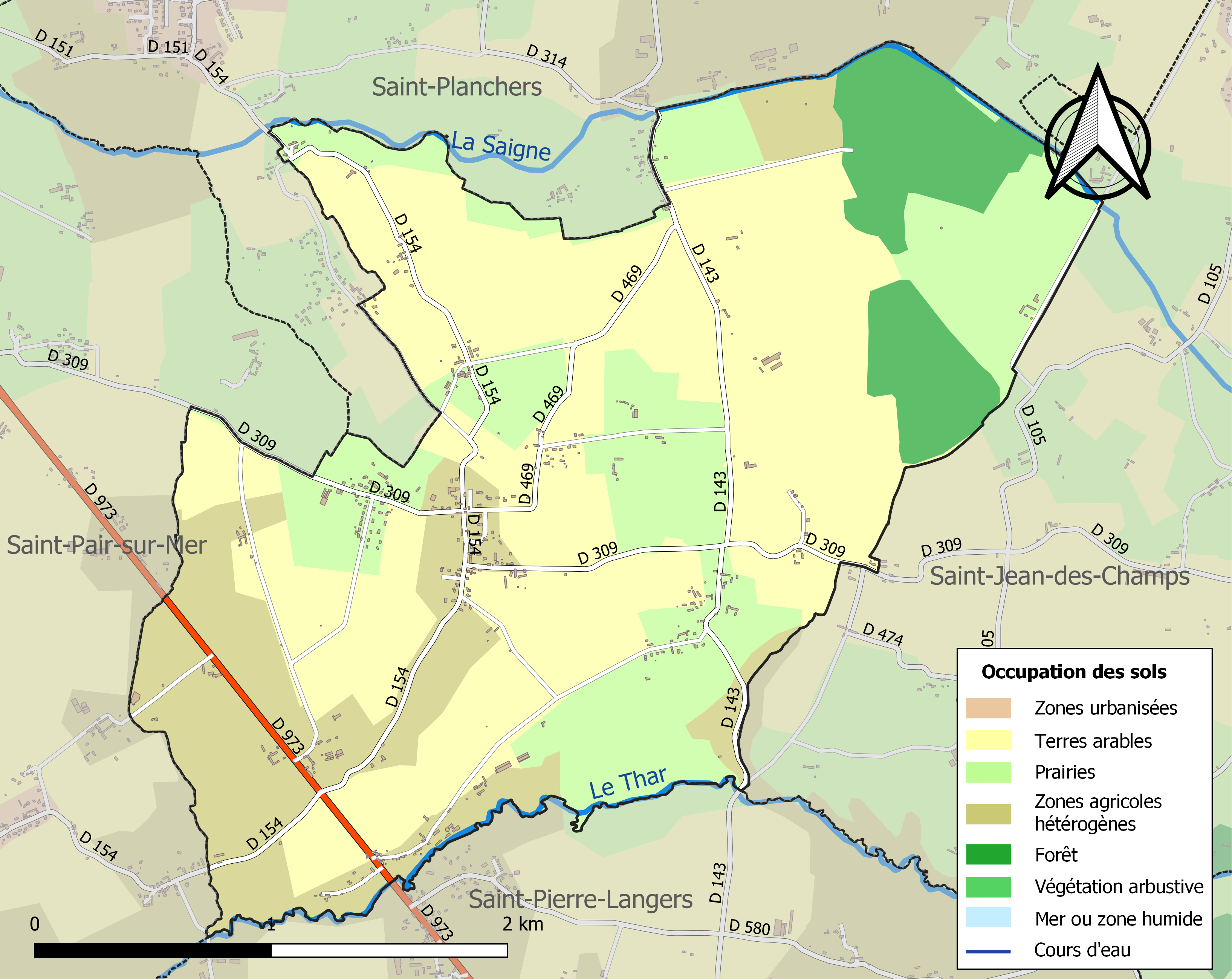
Carte des infrastructures et de l'occupation des sols de la commune en 2018 (CLC).

## Toponymie
Le nom de la localité est attesté sous les formes Sancti-Albini en 1179, Sanctus Albinus en 1351/1352.
La paroisse était dédiée à Aubin d'Angers, évêque d'Angers au VIe siècle.
Préaux a ici le sens de « petits prés ».
Le gentilé est Saint-Aubinais.

## Histoire
Au cours de la Révolution, le 15 février 1796 alors qu'il célèbre la messe, le curé du lieu, Laurent Leroy (1768-1796), est assassiné par trois chouans : Gabriel Brehier de Tirepied, Nicolas Lemetayer laboureur de Subligny et Pierre Anquetil, instituteur de Chérencé-le-Roussel qui sera condamné à mort et exécuté le 20 juillet 1799.

## Politique et administration
| Période                                  | Période   | Identité          | Étiquette | Qualité                                   |
| ---------------------------------------- | --------- | ----------------- | --------- | ----------------------------------------- |
| 1945                                     | 1953      | Lucien Bazin      |           |                                           |
| 1953                                     | 1983      | Eugène Letourneur |           |                                           |
| 1983                                     | mars 2001 | Lucette Coquet    | SE        |                                           |
| mars 2001                                | En cours  | Daniel Huet       | SE        | Promoteur de vente en négoce de matériaux |
| Les données manquantes sont à compléter. |           |                   |           |                                           |

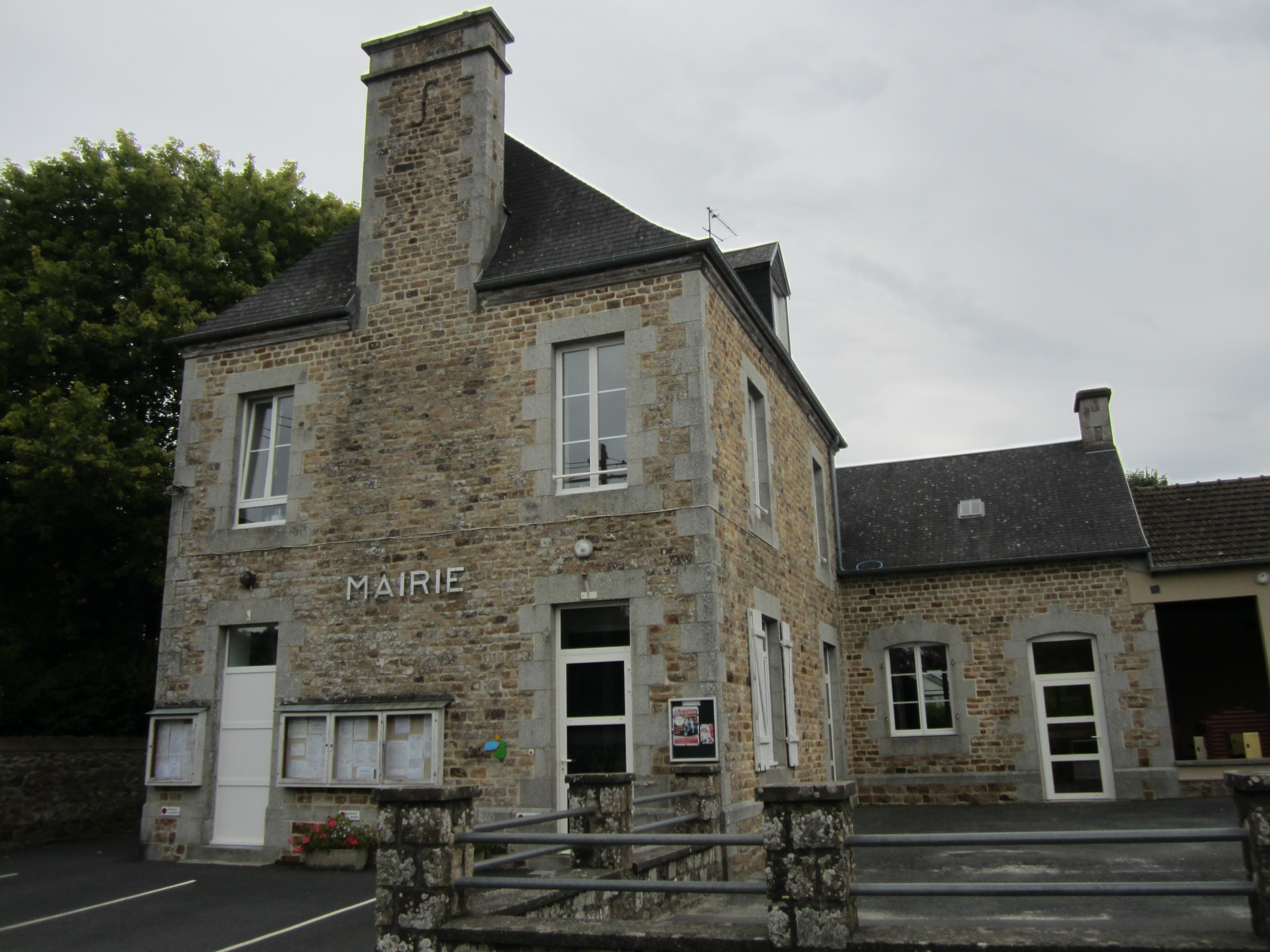
La mairie.

Le conseil municipal est composé de onze membres dont le maire et trois adjoints.

## Démographie
L'évolution du nombre d'habitants est connue à travers les recensements de la population effectués dans la commune depuis 1793. Pour les communes de moins de 10 000 habitants, une enquête de recensement portant sur toute la population est réalisée tous les cinq ans, les populations de référence des années intermédiaires étant quant à elles estimées par interpolation ou extrapolation. Pour la commune, le premier recensement exhaustif entrant dans le cadre du nouveau dispositif a été réalisé en 2008.
En 2022, la commune comptait 475 habitants, en évolution de +10,21 % par rapport à 2016 (Manche : −0,31 %, France hors Mayotte : +2,11 %).
Saint-Aubin-des-Préaux a compté jusqu'à 591 habitants en 1806.
| 1793 | 1800 | 1806 | 1821 | 1831 | 1836 | 1841 | 1846 | 1851 |
| ---- | ---- | ---- | ---- | ---- | ---- | ---- | ---- | ---- |
| 557  | 580  | 591  | 573  | 564  | 528  | 568  | 569  | 554  |

| 1856 | 1861 | 1866 | 1872 | 1876 | 1881 | 1886 | 1891 | 1896 |
| ---- | ---- | ---- | ---- | ---- | ---- | ---- | ---- | ---- |
| 535  | 517  | 507  | 518  | 515  | 419  | 402  | 390  | 411  |

| 1901 | 1906 | 1911 | 1921 | 1926 | 1931 | 1936 | 1946 | 1954 |
| ---- | ---- | ---- | ---- | ---- | ---- | ---- | ---- | ---- |
| 408  | 406  | 324  | 304  | 278  | 297  | 288  | 276  | 292  |

| 1962 | 1968 | 1975 | 1982 | 1990 | 1999 | 2006 | 2008 | 2013 |
| ---- | ---- | ---- | ---- | ---- | ---- | ---- | ---- | ---- |
| 279  | 274  | 268  | 314  | 339  | 379  | 404  | 411  | 423  |

| 2018 | 2022 | - | - | - | - | - | - | - |
| ---- | ---- | - | - | - | - | - | - | - |
| 444  | 475  | - | - | - | - | - | - | - |

## Lieux et monuments

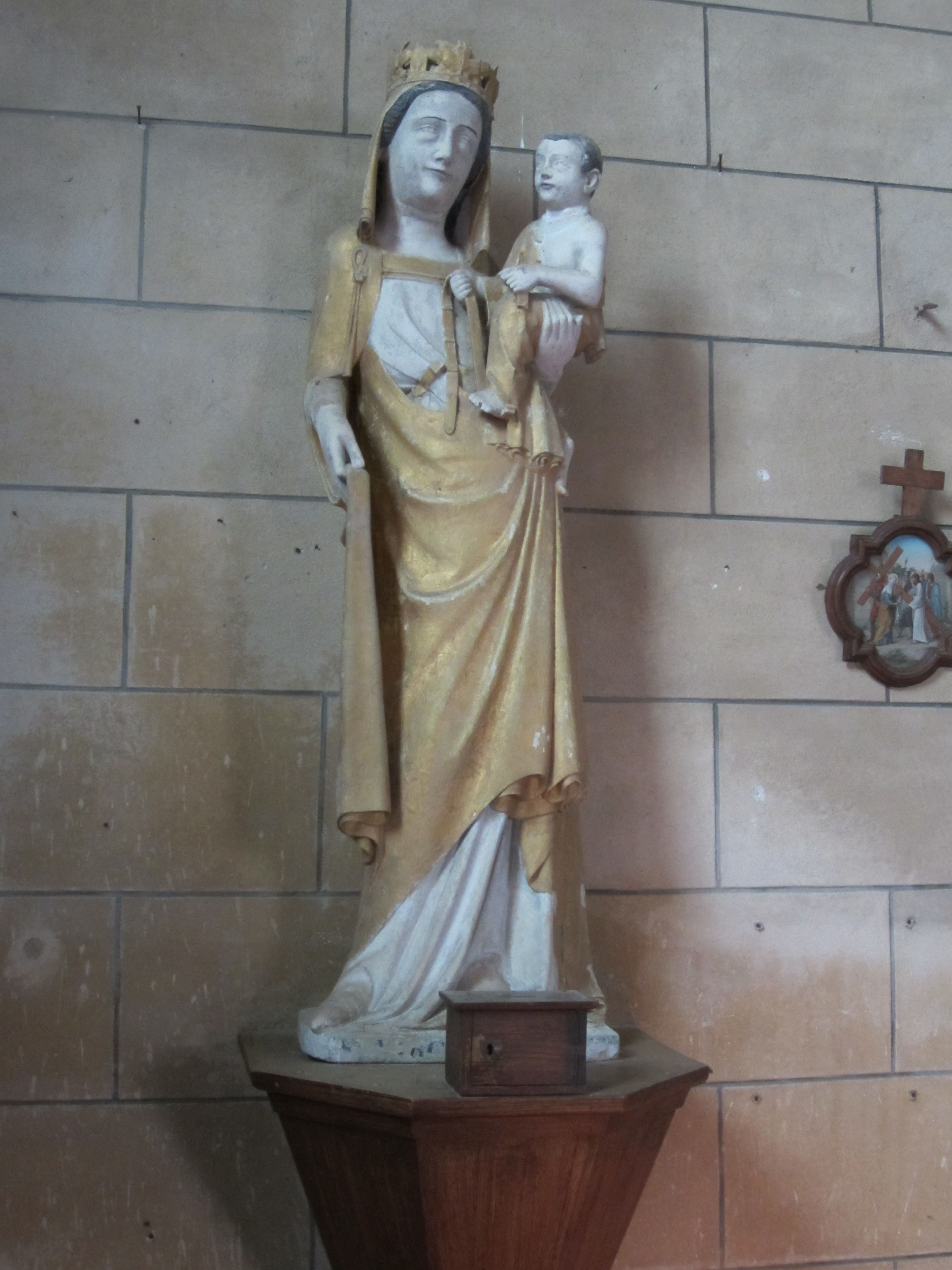
La statue de la Vierge à l'Enfant.

- Église Saint-Aubin  (XIIe, XVe – XVIIIe siècle) d'origine romane avec un clocher gothique, coiffé en bâtière (XVIe et cadran solaire du XVIIe. L'édifice, entouré d'un cimetière planté de cyprès, dominant l'anse de Saint-Pair et qui guidait les terre-neuvas, est inscrite au titre des monuments historiques par arrêté du 9 juin 1971[35]. Elle abrite une Vierge à l'Enfant du XIVe classée au titre objet[36], ainsi qu'un maître-autel du XVIe et ses six reliquaires a monstrana, une chaire à prêcher du XVIIIe et un tableau d'une Pietà[29]. Cette église dépend de la paroisse Notre-Dame-de-la-Baie du doyenné du Pays de Granville-Villedieu[37].
- La Pierre Taillebot (Caillebotte ?), bloc erratique situé au Vau (Val) de la Roche. Ce bloc d'arkose d'environ 25 m de circonférence et de 4 m de haut, selon une légende, tournerait à Noël trois fois sur lui-même[29].
- Ancien moulin de Thar, dans la vallée.
- Trois croix de chemin dites Croix Paulet, Croix Hulin et Croix Hamel.